# Vatu Vara
Vatu Vara är en ö i Fiji.   Den ligger i divisionen Östra divisionen, i den västra delen av landet, 230 km väster om huvudstaden Suva. Arean är 3,6 kvadratkilometer.
Terrängen på Vatu Vara är lite kuperad. Öns högsta punkt är 299 meter över havet. Den sträcker sig 2,4 kilometer i nord-sydlig riktning, och 2,1 kilometer i öst-västlig riktning.